# Begränsad mängd

Illustration över en begränsad (övre delen) och en obegränsad mängd (nedre delen). Den röda triangeln begränsas av sina sidor medan det andra objektet fortsätter åt höger utan gräns.

En begränsad mängd är inom matematik en mängd där det, intuitivt uttryckt, finns ett största avstånd mellan elementen i mängden som är ändligt. En mängd som inte är begränsad kallas för en obegränsad mängd.

## Mängder av reella tal
En mängd A av reella tal är uppåt begränsad om det finns ett reellt tal M så att {\displaystyle x\leq M} för alla x i A. A kallas nedåt begränsad om det finns ett tal m så att {\displaystyle m\leq x} för alla x i A. Om en mängd är både uppåt och nedåt begränsad är det en begränsad mängd, det vill säga om det finns ett tal s så att {\displaystyle |x|<s} för alla x i A.
Likartat, om A är en delmängd till Rn är A begränsad om det finns ett reellt tal s  så att {\displaystyle |x|<s} för alla x i A.

## Metriska rum
Om A är en delmängd till ett metriskt rum (X,d), är A begränsad om den ryms inom någon boll med ändlig radie, dvs om det finns ett a i A och ett tal M sådant att 
{\displaystyle d(x,a)<M\,}
för alla x i A.
Om mängden A är begränsad gäller att:
{\displaystyle \delta (A)=\sup _{x,y\in A}d(x,y)<\infty .}
{\displaystyle \delta (A)} kallas för mängden A:s diameter. Om {\displaystyle \delta (X)} är ändlig, dvs (X,d) är begränsad i sig själv, kalls (X,d) ett begränsat metriskt rum och d kallas en begränsad metrik.
Då normerade rum är metriska rum kan man använda ovanstående definition på normerade rum med hjälp av normen i rummet. Det är då smidigt att som punkten a ovan använda origo i det normerade rummet, så att en mängd A är begränsad om det finns ett tal M så att {\displaystyle \|x\|<M} för alla x i A.
Att en mängd är totalt begränsad implicerar att den är begränsad.

## Måttrum
Om A är en delmängd till ett metriskt måttrum (X,d,µ), är A väsentligt begränsad om
{\displaystyle \delta ^{\mbox{ess}}(A)={\mbox{ess sup}}\{d(x,y):x,y\in A\}<\infty ,}
{\displaystyle \delta ^{\mbox{ess}}(A)\,} kallas för mängden A:s väsentliga diameter och ess sup är väsentligt supremum med produktmåttet {\displaystyle \mu \times \mu }. Måttet µ måste vara ett sigma-begränsat mått.

## Ordningsteori
En lattice sägs vara begränsad om det innehåller både ett största och minsta element. En lattice {\displaystyle (L,\lor ,\land )} är begränsad om och endast om det finns ett neutralt element med avseende på både {\displaystyle \land } och {\displaystyle \lor }.